# Victor Gibson
Victor Gibson (Woolwich, 1888. július 18. – Ruislip, 1958. április 8.) skót labdarúgó, fedezet, edző.

## Pályafutása
A Morton, majd a Falkirk labdarúgója volt. 1911-től külföldön játszott. 1911–12-ben a spanyol RCD Espanyol, 1912 és 1924 között az Olympique Cettois, 1924 és 1926 között a Montpellier játékos-edzője volt.
1925 és 1929 között az Olympique Marseille, 1929 és 1934 között a Sochaux vezetőedzőjeként tevékenykedett.

## Sikerei , díjai

### Edzőként
Olympique Cettois
- Francia kupa (Coupe de France)
  - döntős (2): 1923, 1924[2]

 Olympique de Marseille
- - győztes (2): 1926, 1927[2]